# Láser de gas
Un láser de gas es un láser en el que se descarga una corriente eléctrica a través de un gas para producir luz coherente. El láser de gas fue el primer láser de luz continua y el primer láser en operar según el principio de convertir la energía eléctrica en una salida de luz láser. El primer láser de gas, el láser de helio-neón (HeNe), fue inventado conjuntamente por el ingeniero y científico iraní-estadounidense Ali Javan y el físico estadounidense William R. Bennett, Jr., en 1960. Produjo un haz de luz coherente en la región infrarroja del espectro a 1,15 micrómetros.

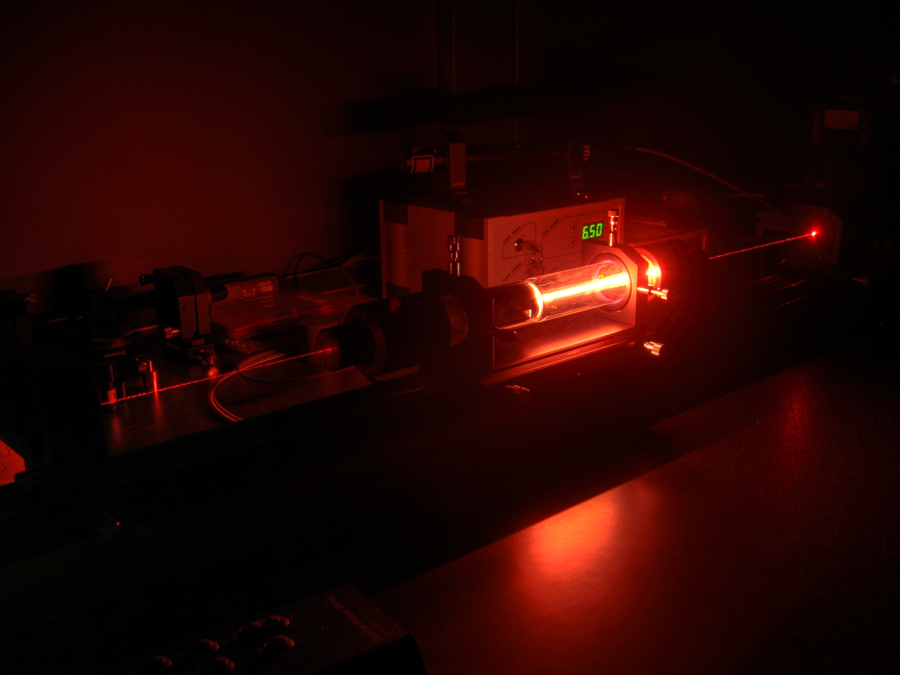
Un láser de helio-neón es un tipo muy conocido de láser de gas.

## Tipos de láser de gas

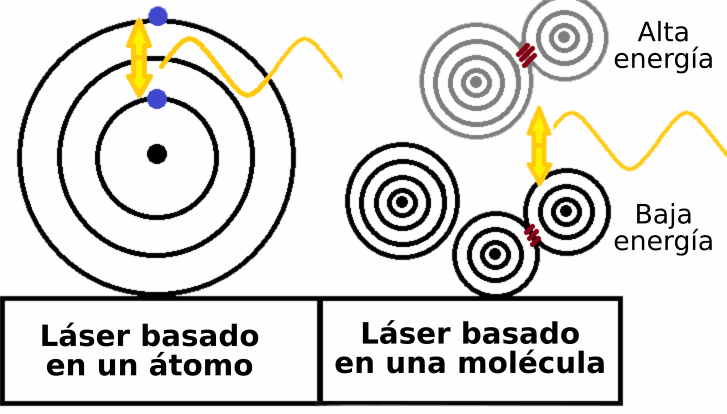
Un láser de gas cicla las moléculas de un estado de baja a un estado de alta energía para crear un rayo láser, esto se opone a los láseres que ciclan un electrón dentro de un átomo.

Se han construido láseres de gas que utilizan diversos gases y se han utilizado para muchos fines.
Los láseres de dióxido de carbono o CO2 pueden emitir cientos de kilovatios a 9,6 micras y 10,6 µm, y se utilizan a menudo en la industria para corte y soldadura. La eficiencia de un láser de CO2 es superior al 10%.
Los láseres de monóxido de carbono o "CO" tienen un gran potencial, pero el uso de este tipo de láser está limitado por la toxicidad del gas monóxido de carbono. Los operarios deben protegerse de este gas mortal. Además, es extremadamente corrosivo para muchos materiales, como juntas, empaquetaduras, etc.
Los láseres de helio-neón (HeNe) pueden oscilar en más de 160 longitudes de onda diferentes ajustando el Q de la cavidad para que alcance el pico en la longitud de onda deseada. Esto puede hacerse ajustando la respuesta espectral de los espejos o utilizando un elemento dispersivo (prisma Littrow) en la cavidad. Las unidades que funcionan a 633 nm son muy comunes en escuelas y laboratorios debido a su bajo coste y a las cualidades casi perfectas del haz.
Los láseres de nitrógeno funcionan en el rango ultravioleta, normalmente a 337,1 nm, utilizando nitrógeno molecular como medio de ganancia, bombeado por una descarga eléctrica.
Los láseres TEA se activan mediante una descarga eléctrica de alto voltaje en una mezcla de gases, generalmente a la presión atmosférica o por encima de ella. El acrónimo "TEA" significa Transversely Excited Atmospheric.

### Láseres químicos
Los láseres químicos son alimentados por una reacción química y pueden alcanzar altas potencias en operación continua. Por ejemplo, en el láser de fluoruro de hidrógeno (2,7–2,9 µm) y el láser de fluoruro de deuterio (3,8 µm) la reacción es la combinación de gas hidrógeno o deuterio con productos de combustión de etileno en trifluoruro de nitrógeno. Fueron inventados por George C. Pimentel.
Los láseres químicos se alimentan de una reacción química que permite liberar rápidamente una gran cantidad de energía. Estos láseres de muy alta potencia son especialmente interesantes para usos militares. Además, se han desarrollado láseres químicos de onda continua con niveles de potencia muy elevados, alimentados por corrientes de gases, que tienen algunas aplicaciones industriales.

### Láseres excímeros
Los láseres excímeros funcionan mediante una reacción química en la que interviene un dímero excitado, o excímero, que es una molécula dimérica o heterodimérica de corta duración formada por dos especies (átomos), al menos una de las cuales se encuentra en un estado electrónico excitado. Suelen producir luz ultravioleta y se utilizan en la fotolitografía de semiconductores y en la cirugía ocular LASIK. Las moléculas excitadoras más utilizadas son el F2 (flúor, que emite a 157 nm) y los compuestos de gases nobles (ArF [193 nm], KrCl [222 nm], KrF [248 nm], XeCl [308 nm] y XeF [351 nm]).

### Láseres de iones
Los láseres de iones de argón emiten luz en el rango 351-528,7 nm. Dependiendo de la óptica y del tubo láser se puede utilizar un número diferente de líneas, pero las más utilizadas son 458 nm, 488 nm y 514,5 nm.

### Láseres de vapor de metal
Los láseres de vapor de metal son láseres de gas que normalmente generan longitudes de onda ultravioleta. Helio - plata (HeAg) 224 nm, neón - cobre (NeCu) 248 nm y helio - cadmio (HeCd) 325 nm son tres ejemplos. Estos láseres tienen anchos de línea de oscilación particularmente estrechos de menos de 3 GHz (500 femtómetros ), lo que los convierte en candidatos para su uso en espectroscopia Raman con supresión de fluorescencia.
El láser de vapor de cobre, con dos líneas espectrales de color verde (510,6 nm) y amarillo (578,2 nm), es el láser más potente y de mayor eficacia en el espectro visible

## Ventajas
- Alto volumen de material activo
- El material activo es relativamente barato.
- Casi imposible dañar el material activo
- El calor se puede eliminar rápidamente de la cavidad.

## Aplicaciones
- El láser He-Ne se utiliza principalmente para hacer hologramas.
- En la impresión láser, el láser He-Ne se utiliza como fuente para escribir sobre el material fotosensible.
- Los láseres He-Ne se utilizaron para leer los códigos de barras, que están impresos en los productos de las tiendas. Han sido reemplazados en gran parte por diodos láser.
- Los láseres de nitrógeno y el láser excimer se utilizan en el bombeo de láser de colorante pulsado.[6]
- Los láseres iónicos, principalmente de argón, se utilizan en el bombeo de láseres de colorante de onda continua.[6]

## Otras lecturas
- Yariv, Amnon (1989). Quantum Electronics (3rd edición). Wiley. ISBN 0-471-60997-8.